# Humber Sceptre
Der Humber Sceptre ist ein Pkw der Mittelklasse, den der ehemalige britische Automobilhersteller Rootes unter der Marke Humber verkaufte. Die erste Baureihe wurde von 1963 bis 1967 produziert, die zweite Baureihe von 1967 und 1976.

## Sceptre Mark I und II
Die erste Baureihe des Humber Sceptre unterteilt sich in zwei Serien. Die erste Serie (Mark I) entstand von 1963 bis 1965, die zweite (Mark II) von 1965 bis 1967. Diese Baureihe gehört zu einer Familie von Mittelklassefahrzeugen, die Rootes auch als Hillman Super Minx und Singer Vogue verkaufte.
Der Humber Sceptre entstand mehr oder weniger ungeplant. 1961 hatte Rootes den preiswerten Hillman Super Minx und den etwas teureren Singer Vogue auf den Markt gebracht. Ende 1962 war eine dritte Variante serienreif, die eigentlich unter der ebenfalls zum Rootes-Konzern gehörenden Marke Sunbeam erscheinen sollte. „In letzter Minute“ – und nachdem Rootes bereits Vorserienfahrzeuge mit Sunbeam-Emblemen produziert hatte – entschied sich die Unternehmensleitung dafür, das dritte Modell nicht als Sunbeam, sondern als Humber zu vermarkten.
Der Grund dafür war das vergleichsweise hohe Gewicht des Autos, das dem sportlichen Anspruch der Marke Sunbeam nicht gerecht wurde. Damit verbunden war eine Erweiterung des Humber-Programms auf die Mittelklasse, die die Marke bislang nicht bedient hatte.
Der Sceptre Mark I entspricht in Karosserie und Technik dem Hillman Super Minx und dem Singer Vogue, ist jedoch besser ausgestattet und trägt einen anderen nur leicht modifizierten Sunbeam-Kühlergrill. Er hat einen Vierzylinder-Reihenmotor mit 1592 cm³ Hubraum (Bohrung × Hub = 81,5 mm × 76,2 mm) und einer Leistung von 84 bhp (62 kW) bei 5000/min. Die Motorleistung wird über ein manuell geschaltetes Vierganggetriebe mit Laycock-de Normanville-Overdrive mit Mittelschaltung an die Hinterachse weitergeleitet. Die Vorderräder sind einzeln an Doppelquerlenkern mit Schraubenfedern und Stabilisator aufgehängt. Der Dämpfung dienen Teleskopstoßdämpfer. Die starre Hinterachse hängt an halbelliptischen Längsblattfedern und ist durch doppelt wirkende Teleskopstoßdämpfer gedämpft.
1965 erhielt der Sceptre Mark II, ebenso wie sein Hillman-Pendant Super Minx Mark IV, einen neuen Motor mit 1725 cm³ Hubraum und 91 bhp (67 kW) Leistung bei 5500/min. Die Höchstgeschwindigkeit legte auf 152 km/h zu. Die Frontpartie wurde dem Hillman Super Minx angeglichen, die Heckpartie blieb aber unverändert.
Die Bodengruppe des Humber Sceptre und sein Motor bildete die Grundlage für den zweitürigen Sportwagen Sunbeam Venezia, den die Carrozzeria Touring in Mailand von 1963 bis 1965 in geringen Stückzahlen baute. Insgesamt entstanden etwa 145 Venezia-Coupés mit Humber-Technik.

## Sceptre Mark III (New Sceptre)
1967 wurde der Hillman Super Minx durch moderner gestylte Fahrzeuge der Baureihe Rootes Arrow ersetzt. Basisausführung dieser Modellpalette war der Hillman Hunter. Der Sceptre Mark III oder New Sceptre war vom Hunter abgeleitet, aber besser ausgestattet. Äußerlich zu erkennen war der Sceptre Mark III an einem breiten, verchromten Kühlergrill, doppelten Rundscheinwerfern sowie einem mit Kunstleder bezogenen Dach. Im Innenraum wurde Holzimitat für das Armaturenbrett verwendet, und die Sitze waren mit Kunstleder bezogen. Der Motor hatte 88 bhp (66 kW) und verlieh dem Fahrzeug eine Höchstgeschwindigkeit von 158 km/h.
Chrysler exportierte diese Version des Rootes Arrow auch auf einige kontinentaleuropäische Märkte, darunter Deutschland und Österreich. Hier wurde der Wagen allerdings als Sunbeam Sceptre vermarktet. Dieser Schritt war ein Bruch mit der bis dahin verfolgten Unternehmenspolitik, da  Sunbeam die Marke der sportlichen – und nicht der luxuriösen – Modelle des Konzerns war; dementsprechend wurden die Limousinen der Arrow-Baureihe auf dem britischen Markt nicht unter der Marke Sunbeam verkauft.
Im Oktober 1974 wurde ein Sceptre Mark III Kombi auf der London Motor Show vorgestellt.
Im September 1976 wurde die Produktion des Sceptre eingestellt. Das Basismodell wurde noch bis 1979 als Chrysler Hunter weiter produziert.

## Weitere Verwendung des Namens
1990 hießen einige besser ausgestattete SRi-Versionen der Peugeot-Modelle 205, 405 und 605 im Vereinigten Königreich „Sceptre“. Peugeot hatte 1978 den europäischen Teil der Chrysler-Gruppe, zu der die Rootes Group und auch Simca gehörten, übernommen.